# Pyrgus andromedae
Pyrgus andromedae е вид пеперуда от семейство Hesperiidae. Видът не е застрашен от изчезване.

## Разпространение и местообитание
Разпространен е в Австрия, Андора, Босна и Херцеговина, България, Германия, Испания, Италия, Лихтенщайн, Норвегия, Северна Македония, Русия, Словения, Сърбия, Украйна, Финландия, Франция, Черна гора, Швейцария и Швеция.
Обитава склонове, ливади и храсталаци.

## Описание
Популацията на вида е намаляваща.